# Exorista cardinalis
Exorista cardinalis là một loài ruồi trong họ Tachinidae.